# 7228 MacGillivray
7228 MacGillivray eller 1985 GO är en asteroid i huvudbältet som upptäcktes den 15 april 1985 av den amerikanske astronomen Edward L.G. Bowell vid Anderson Mesa Station. Den är uppkallad efter Sally M. MacGillivray.